# Magnolia championii
Magnolia championii là một loài thực vật có hoa trong họ Magnoliaceae. Loài này được Benth. mô tả khoa học đầu tiên năm 1861.